# The Great Spectacular
The Great Spectacular è un EP dei Dixie Dregs, pubblicato nel 1975.

## Tracce
- Lato A:

1. Refried Funky – 4:11
2. Holiday – 4:29
3. Waiges of Weirdness – 3:18
4. T.O. Witcher – 3:47
5. The Great Spectacular – 3:17
6. Ice Cakes – 1:54

- Lato B

1. Lephrechaun Promenade – 6:15
2. Ice Cakes – 3:01
3. Country House Shuffle – 3:52
4. What If – 3:45
5. Kathreen – 3:13

## Formazione
- Steve Morse, chitarra
- Andy West, basso
- Allen Sloan, violino
- Frank Josephs, tastiera